# Riverton, Wyoming
För andra betydelser, se Riverton.
Riverton, arapaho: Hóóxonó'oo, är en stad i centrala delen av delstaten Wyoming i USA och är den största staden i Fremont County, belägen omkring 190 km väster om Casper, Wyoming. Staden hade 10 615 invånare vid 2010 års folkräkning och utgör en självstyrande kommunal enhet under Wyomings delstatslag.

## Historia
Namnet Riverton syftar på att staden är byggd på en plats där fyra floder möts. Staden byggdes på mark som avträddes från Östshoshone- och Nordarapaho-indianreservatet år 1906, och rättsliga strider har i modern tid utkämpats för rätten till marken. I december 2013 beslutade Environmental Protection Agency, USA:s inrikesdepartement och USA:s justitiedepartement att Riverton tillhör Wind Rivers indianreservat och upphävde därigenom den föregående lagen som stiftats av kongressen 1905.

## Näringsliv
Brunton, Inc. tillverkar teknisk frilufts- och navigationsutrustning i Riverton och ägs av den svenska Fenix Outdoor-koncernen.

## Kända invånare
- John Herrington, astronaut.
- Lance Deal, släggkastare, representerade USA i OS 1988, 1992, 1996 och 2000, silvermedaljör 1996.
- Bucky Jacobsen, basebollspelare.
- Brett Newlin, roddare.
- Kristen Newlin, basketspelare.
- Ashlynn Yennie, skådespelerska.
- Darrell Winfield, "Marlboro Man"